# Roselliniella cladoniae
Roselliniella cladoniae är en lavart som först beskrevs av Anzi, och fick sitt nu gällande namn av Matzer & Hafellner 1990. Roselliniella cladoniae ingår i släktet Roselliniella, ordningen Sordariales, klassen Sordariomycetes, divisionen sporsäcksvampar och riket svampar.  Arten är reproducerande i Sverige. Inga underarter finns listade i Catalogue of Life.